# Elaphropus dolosus
Elaphropus dolosus är en skalbaggsart som beskrevs av Leconte 1848. Elaphropus dolosus ingår i släktet Elaphropus och familjen jordlöpare. Inga underarter finns listade i Catalogue of Life.